# 金崎貴臣
金崎貴臣（日语：／ Kanasaki Takaomi），日本男性動畫師、動畫演出家、動畫導演。
從代代木動畫學院畢業之後，進入了動畫業界。2016年，通常以「金崎貴臣」這個名字出現。

## 參加作品

### 電視動畫
1994年
- 淘氣貓 喵喵三丁目 (第2期)（動畫）

1995年
- 伊沙米大冒險（—1996年，動畫）
- 忍者亂太郎（動畫）
- 新世紀福音戰士（—1996年，動畫）

1997年
- 中華一番！（—1998年，原畫）

1998年
- 槍神Trigun（原畫）
- 危險調查員（原畫）

1999年
- D4公主朵莉絲（原畫）

2000年
- 夢幻天女（原畫）
- 徽章戰士魂（—2001年，原畫）

2001年
- 戀愛占卜師（—2002年，原畫）
- 花右京女侍隊（原畫）
- 妹妹♥公主（原畫）
- 青春草莓蛋（原畫）
- 厄夜怪客（作畫監督補）
- 最終幻想：無限（—2002年，原畫）

2002年
- 驚爆危機！（作畫監督）
- 拜託了☆老師（原畫）
- 銀河戰警（—2003年，作畫監督）

2003年
- 星夢美少女（作畫監督）
- 星夢美少女 嶄新之翼（—2004年，演出、作畫監督）
- GAD GUARD（原畫）
- 初音島（原畫）

2004年
- 爆裂天使（分鏡）
- Keroro軍曹（—2011年，分鏡）
- 花右京女侍隊 La Verite（原畫）
- 棉花糖樂園（—2005年，分鏡、演出）
- 校園迷糊大王（—2005年，演出）

2005年
- 喜歡所以喜歡（原畫）
- 甲賀忍法帖（原畫）
- 我愛美樂蒂（—2006年，分鏡、演出）

2006年
- 我愛美樂蒂：轉轉旋律魔法牌（—2007年，分鏡）
- 校園迷糊大王 二學期（導演、分鏡、演出）
- Marginal Prince -月桂樹的王子們-（分鏡、演出）

2007年
- 我愛美樂蒂：輕鬆舒暢♪（分鏡）
- 獻上女神的祝福！（日语：護くんに女神の祝福を!）（分鏡、演出）
- 風之聖痕（分鏡、ED演出&作畫監督&原畫）
- 蟲之歌（編劇、分鏡、原畫）
- 鋼鐵三國志（分鏡）
- 奔向地球（分鏡）
- 萌少女的戀愛時光（ED分鏡&演出）
- 魔法人力派遣公司（分鏡）

2008年
- 十字架與吸血鬼（分鏡）
- 淘氣小親親（OP分鏡&演出、ED分鏡&演出）
- 新·安琪莉可 Abyss（分鏡）
- 魔法學園MA 哇呀呀！（導演、分鏡、原畫）

2009年
- 南家三姊妹 歡迎回家（分鏡）
- 戰場女武神（分鏡）
- 名偵探柯南（分鏡）
- 鋼殼都市雷吉歐斯（分鏡）
- -Saki-（ED2分鏡&演出）
- 海物語 ～有你相伴～（分鏡）
- 動畫 冬季戀歌（分鏡）
- 學生會的一存（分鏡）
- Battle Spirits 少年激霸彈（分鏡）
- 神奇寶貝鑽石&珍珠（—2010年，分鏡）

2010年
- 神奇寶貝超級願望（—2012年，分鏡）
- KIDDY GiRL-AND（分鏡）
- 薄櫻鬼（分鏡）
- 變身！公主偶像（分鏡）
- WORKING!!（分鏡）
- 聖誕之吻SS（分鏡）
- 妖怪少爺（分鏡）
- 薄櫻鬼 碧血錄（分鏡）

2011年
- 這樣算是殭屍嗎？（導演、分鏡）
- 妖怪少爺 ～千年魔京～（分鏡）
- 我的朋友很少（分鏡）
- WORKING'!!（分鏡）

2012年
- 神奇寶貝超級願望 Season2 （分鏡）
- 這樣算是殭屍嗎？OF THE DEAD（導演）
- 咲-Saki- 阿知賀篇 episode of side-A（ED2分鏡&演出）
- 戀愛與選舉與巧克力（分鏡）
- 寶石寵物 Kira☆Deco！（分鏡）
- 心連·情結（分鏡）
- 薄櫻鬼 黎明錄（分鏡）
- PSYCHO-PASS（分鏡）

2013年
- 東京闇鴉（—2014年，導演、分鏡）[注 1]
- 魯邦三世 princess of the breeze ～隱藏的空中都市～（日语：ルパン三世 princess of the breeze 〜隠された空中都市〜）（導演、分鏡）

2014年
- 神奇寶貝XY（—2015年，分鏡）
- 偽戀（分鏡）※金崎貴臣名義。
- 電波少女與錢仙大人（分鏡）

2015年
- 神奇寶貝XY&Z（分鏡）
- 絕對雙刃（分鏡）
- 星光樂園（分鏡）
- 偽戀:（分鏡）※金崎貴臣名義。
- 干支魂（分鏡）
- 你好!! 黃金拼圖（分鏡）※金崎貴臣名義。
- 悠悠哉哉少女日和 Repeat（分鏡）※金崎貴臣名義。
- WORKING!!!（分鏡）※金崎貴臣名義。

2016年
- 為美好的世界獻上祝福！（導演[1]、分鏡）※金崎貴臣名義。
- 田中君總是如此慵懶（分鏡）
- 初戀怪獸（分鏡）
- WWW.WORKING!!（分鏡）

2017年
- 為美好的世界獻上祝福！2（導演[2]、分鏡）※金崎貴臣名義。
- 偶像時間星光樂園（分鏡）

2018年
- 精靈寶可夢 太陽&月亮（分鏡）
- Slow Start（分鏡）
- 飆速宅男 GLORY LINE（分鏡）
- 伊藤潤二驚選集（分鏡）
- 阿宅的戀愛太難（分鏡）
- 和風喫茶鹿楓堂（分鏡）
- 關於我轉生變成史萊姆這檔事（分鏡）

2020年
- 超異域公主連結 Re:Dive（導演、劇本統籌、音響監督、編劇、分鏡）
- 格萊普尼爾（分鏡）

2022年
- 超異域公主連結 Re:Dive 2（總導演、劇本統籌、音響監督）

2023年
- 為美好的世界獻上爆焰！（總監修）※金崎貴臣名義。

2024年
- 為美好的世界獻上祝福！3（總導演）※金崎貴臣名義。

2025年
- Silent Witch 沉默魔女的祕密（總導演、構成、編劇）※金崎貴臣名義[3]。

### 電影動畫
1999年
- VAMPIRE HUNTER D（原畫）

2000年
- 劇場版 庫洛魔法使：被封印的卡片（原畫）

2019年
- 劇場版 為美好的世界獻上祝福！紅傳說（導演[4]）

### OVA
1999年
- 星際迷航俏女郎（日语：てなもんやボイジャーズ）（原畫）

2004年
- 盗賊王JING in Seventh Heaven（原畫）

2005年
- 校園迷糊大王 一學期補習（分鏡、演出）
- 星夢美少女 Legend of phoenix ～鳳凰傳說／浴火鳳凰～（原畫）

2009年
- 名偵探柯南 10年後的陌生人（分鏡）
- 南家三姊妹 甜品別腹（分鏡）

2013年
- OVA的其中1個是妹妹！（分鏡）

### 網路動畫
2023年
- 賽馬娘 Pretty Derby ROAD TO THE TOP（音響監督、分鏡）

### 遊戲
2003年
- 朱 -Aka-（OP製作協力&作畫協力）

## 腳註

## 相關項目
- 日本動畫師列表（日语：アニメ関係者一覧）

## 外部連結
- 金崎貴臣的X（前Twitter） （日語）